# Arte helenística

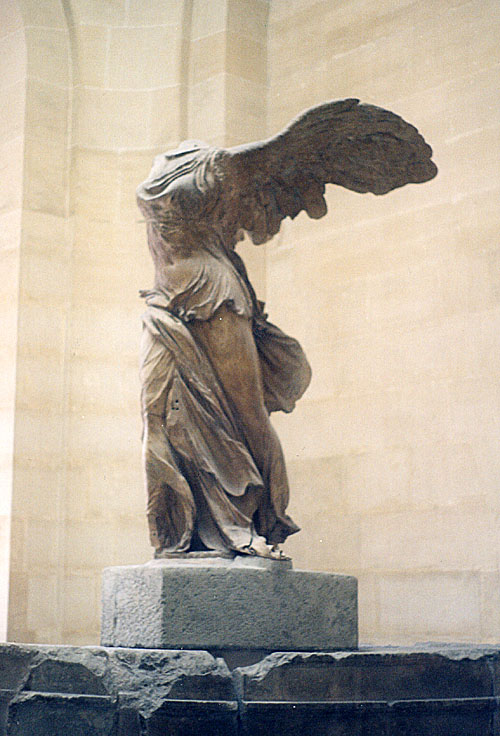
Vitória de Samotrácia, Louvre.

Arte helenística é o termo aplicado à arte do período helenísticos normalmente considerada como tendo início com a morte de Alexandre Magno, em 336 a.C. perdurando até o final do século I a.C. Este período histórico medeia entre o desaparecimento da cidade-estado grega e a formação do império romano. Iniciando-se com a conquista das cidades do Peloponeso, o império estende-se, sob ação de Alexandre Magno, até à Ásia, englobando o império Persa, e o Egito, com a Batalha de Ácio.
Logo após a morte de Alexandre Magno, uma série de disputas levaram à divisão do império em três dinastias principais: Selêucida na Pérsia, Ptolomaica no Egito e Antigónida na Macedónia. Um grande número de conhecidas obras de arte gregas, tais como Laocoonte e seus filhos, a Vênus de Milo, Gaulês moribundo e a Vitória de Samotrácia, são deste período.  Dá continuidade ao período da arte grega antiga, enquanto a arte greco-romana que a sucedeu foi em grande parte uma continuação das tendências helenísticas.
No período helenístico, quando a civilização grega espalhou-se através do Mediterrâneo e Oriente Próximo, algumas obras, como a Vênus de Milo (150 a.C.), preservaram as antigas tradições. A Vitória de Samotrácia (200 a.C.) é grandiosa na percepção e cheia de vida. Um sentimento pleno de emoção e movimento aparece na batalha dos deuses e gigantes no grande Altar de Pérgamo (século III a.C.), hoje em Berlim, e no grupo de Laocoonte, bem mais tardio, no Vaticano.
A pintura do período helenístico é bem conhecida a partir dos túmulos do sul da Rússia, Macedônia e Alexandria, bem como através de cópias encontradas nos sítios arqueológicos de Herculano e Pompeia. Certos mosaicos, contudo, demonstram a grandiosidade da pintura do período. Um exemplo é o Mosaico de Alexandre, descoberta em Pompeia, é baseada em uma pintura helenística.
A cultura helenística logo desenvolveu uma arte pela arte, tornando-se mais decorativa e suntuosa. Os elementos religiosos passaram a segundo plano. Segundo Plínio, a arte helenística estava em todos os lugares, de casas até sapatarias.
A maior preocupação dos helenísticos era a fidelidade com a realidade e eles tendiam a pintar ações dramáticas e violentas. Esse estilo é exemplificado nas esculturas do período.

## Escultura, pintura e mosaico

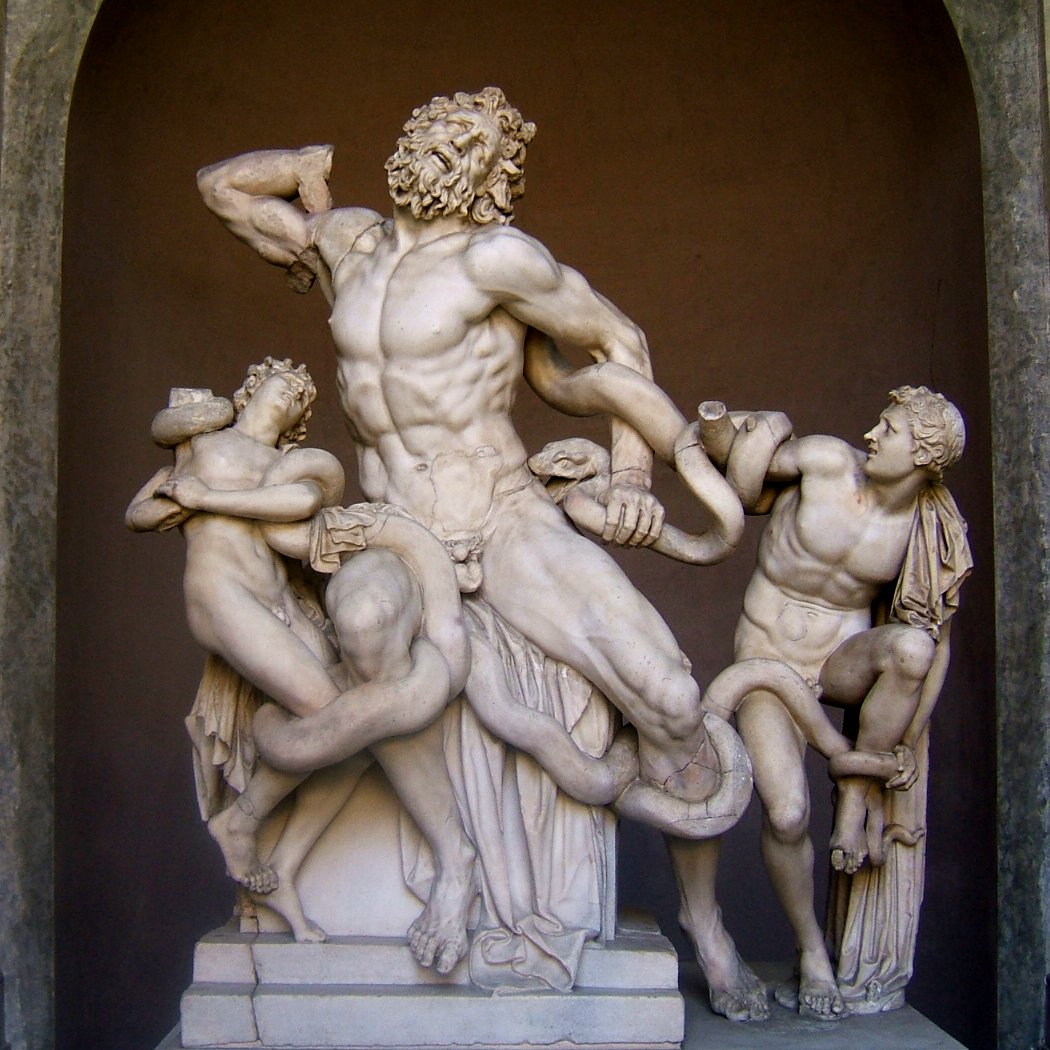
Laocoonte e seus filhos, Museu do Vaticano, Roma.
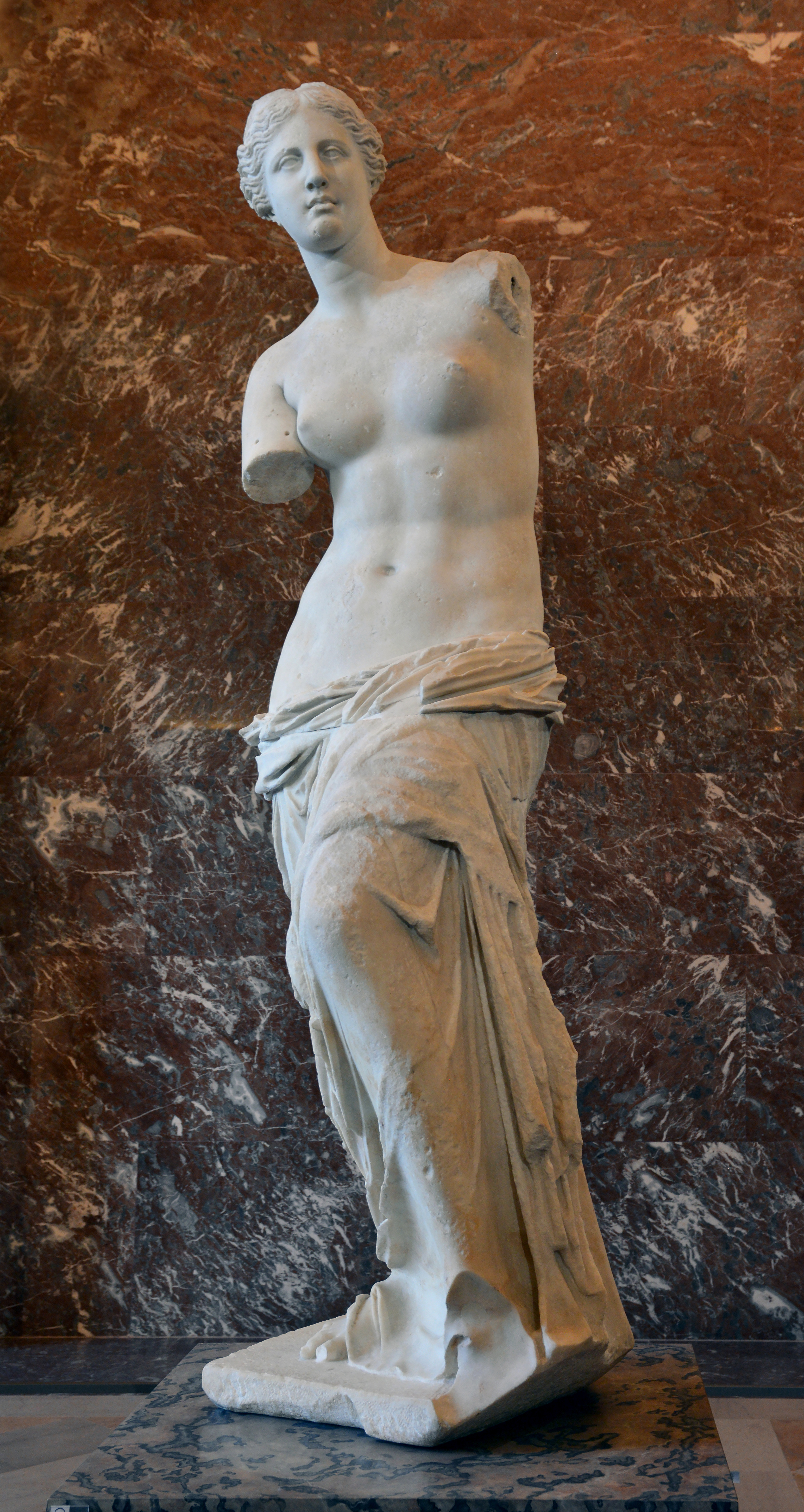
Vênus de Milo no Louvre.
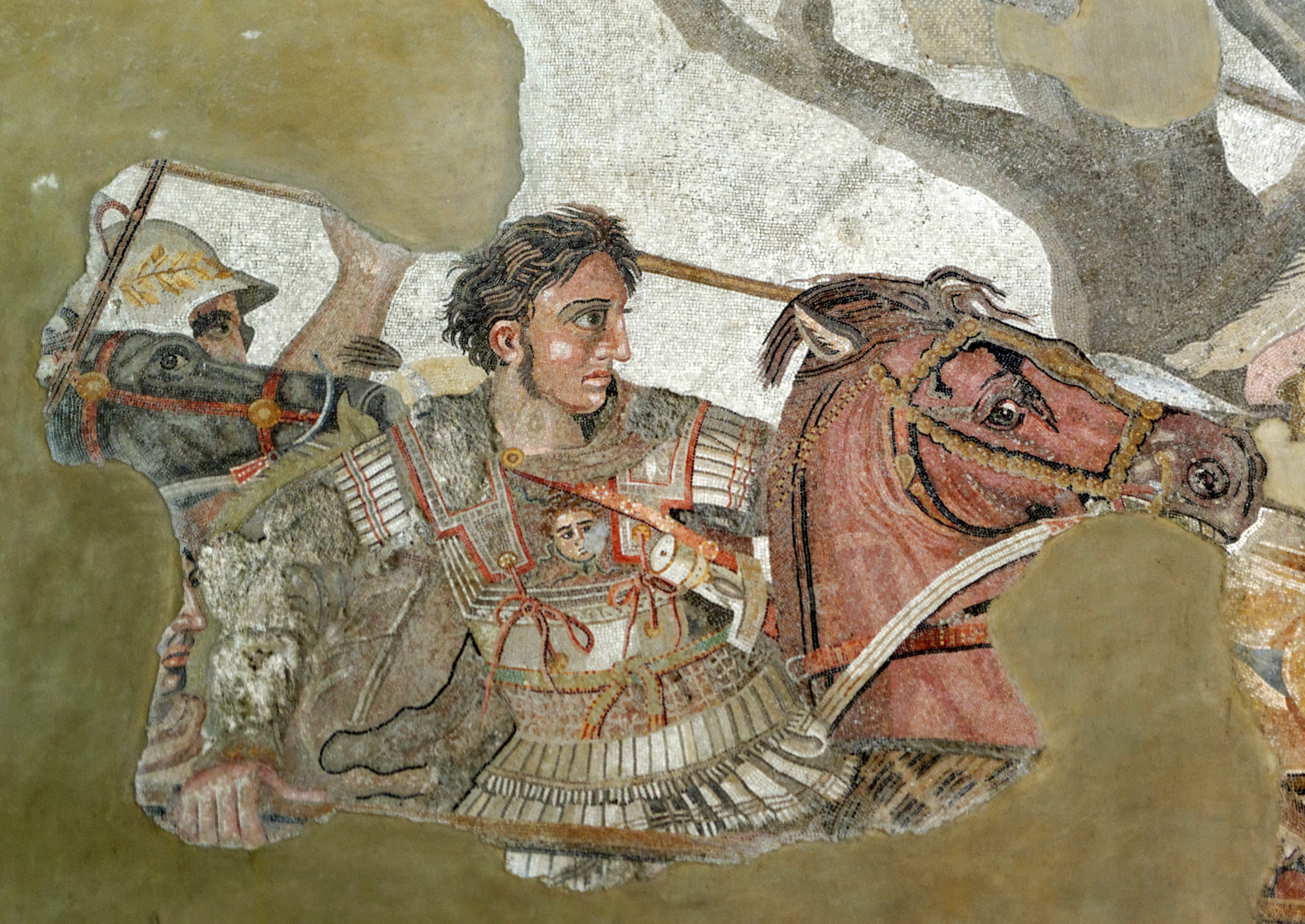
Mosaico de Alexandre, Pompeia.